# Bogić Bogićević
Bogić Bogićević, né le 15 mai 1953 à Ugljevik, est un homme politique bosnien. Il est le représentant de la République socialiste de Bosnie-Herzégovine au sein de la présidence de la République yougoslave de 1989 à 1992.

## Biographie

### Jeunesse et formation
Bogićević est issu d'une famille serbe de Bosnie-Herzégovine.
Il était étudiant, vice-doyen à la Faculté des sciences politiques de Sarajevo et a reçu trois badges d'argent pour réussir ses études. Au début de son engagement politique, il a été secrétaire de l'Union des jeunes socialistes de Bosnie-Herzégovine et secrétaire exécutif du Comité central de l'Union des communistes de Bosnie-Herzégovine. En outre, il a été président du Conseil fédéral pour la protection de l'ordre constitutionnel. Bogić Bogićević, en tant que président du  Comité olympique de Bosnie-Herzégovine, a dirigé l'unification des sports olympiques en Bosnie. Pour son engagement, il a reçu l'Ordre du Président du Comité international olympique, Juan Antonio Samaranch.
Il est le représentant bosnien de la Présidence de la Yougoslavie du 15 mai 1989 au 27 avril 1992. Il fut précédé par Raif Dizdarević.
De 2000 à 2002, il a été membre de la Chambre des représentants (Bosnie-Herzégovine), et vice-président du Parti social-démocrate (Bosnie-Herzégovine) (SDP).
À deux reprises, Bogićević a occupé des postes de direction politique dans l'ex-Yougoslavie.

### Engagements avant-guerre
En 1989, il a été démocratiquement élu parmi les Serbes, Bosniaques, et Croates de Bosnie en tant représentant de la Bosnie-Herzégovine dans la Présidence de la Yougoslavie.
Il est célèbre pour avoir défié des collègues serbes sur un vote à la présidence qui aurait imposé la loi martiale en Yougoslavie, par Slobodan Milošević, et qui aurait permis à l'armée yougoslave (JNA) de supprimer des gouvernements sécessionnistes récemment élus, en Croatie, Slovénie, Macédoine et Bosnie-Herzégovine,. Bogićević a rejeté la proposition, son vote est décisif, et la présidence a voté contre l'adoption de la loi martiale,. Si Bogićević avait alors voté pour, l'intervention de l'Armée populaire yougoslave aurait acquis une pleine légitimité pour les combats, et donc la brutalité aurait été encore plus grande. C'est un moment qui a marqué un tournant dans l'histoire non seulement de la Bosnie-Herzégovine mais de toutes les autres républiques qui ont fait partie de la République fédérative socialiste de Yougoslavie. Bien que le Serbe lui-même, son vote contre a empêché l'intervention militaire de l'Armée populaire yougoslave.
De cette période, date sa déclaration : « Je suis Serbe, mais pas de profession. Je n'ai jamais représenté un seul peuple. Je n'ai ni autorité ni compétence pour parler au nom d'un seul peuple.... » , et
« J'ai été élu par le référendum, et j'ai été mandaté pour représenter tous les citoyens de Bosnie-Herzégovine, pas seulement les Serbes. Si je ne représentais que les personnes auxquelles j'appartiens de naissance, alors qui représenterait les Croates de Bosnie-Herzégovine, les Bosniaques, les Juifs, et les Roms. Ainsi, conformément à ma conscience, sans autre motif, j'ai essayé de représenter tous les citoyens de Bosnie-Herzégovine. Je ne voulais pas de cette guerre et j'ai fait tout ce qui était en mon pouvoir pour l'empêcher. »
En raison de sa représentation de tous les citoyens de la République socialiste de Bosnie-Herzégovine(SR BiH), il sera étiqueté « traître national serbe » par le Parti démocratique serbe (SDS) comme « ne reflétant pas l'opinion du peuple serbe ». Il a par la suite cessé de recevoir le salaire en tant que membre de la présidence de la Yougoslavie, ce qu'il qualifierait de punition dans une interview à Radio Free Europe, et, grâce à ses amis, a survécu jusqu'à ce qu'il commence à travailler pour le SDP (Parti social-démocrate (Bosnie-Herzégovine)).
À ce stade, la guerre a été évitée, mais Slobodan Milošević et Borisav Jović avaient un plan de réplique, de sorte qu'un blocus de la présidence de la République yougoslave a été établi. Des démissions forcées sont imposées aux membres de la présidence : de Serbie, Monténégro, Voïvodine, Kosovo, qui sont sous l'influence de Milošević. Ces démissions forcées sont imposés aux membres de la présidence: de Serbie, Monténégro, Voïvodine, Kosovo, pour ouvrir l'espace nécessaire à l'armée. S'il n'y a pas de parlement pour prendre des décisions, quelqu'un doit « protéger » les frontières de l'État et l'armée peut légitimement agir seule et se placer aux frontières de la Grande Serbie (sous la commande de Slobodan Milošević),,.

### Engagements pendant la guerre
Pendant la guerre de 1992 à 1995, il demeure à Sarajevo alors assiégée.

## Distinctions et médailles
Bogić Bogićević jouit d'une réputation sociale et politique élevée depuis 40 ans. Par ses activités publiques, il a contribué à la survie de la Bosnie-Herzégovine, de ses citoyens et de toutes les communautés ethniques et religieuses. Il a reçu plusieurs décorations et reconnaissances de la RSFY, de la Croatie, de la Slovénie et du Comité international olympique.
- En 1999, il a reçu une plaque d’Humanisme, prix décerné par le Comité permanent de la Ligue internationale des Humanistes.

- En 2002, le président croate Stjepan Mesić lui a décerné le « Ordre du prince Trpimir avec collier et Danica » pour sa contribution significative à l'indépendance et à l' intégrité de la République de Croatie et les efforts pour parvenir à une solution pacifique entre les Républiques yougoslaves au cours de la lutte pour l'indépendance.

- En 2004, il a reçu l'ordre d’argent de la liberté de la République de Slovénie avec l'explication suivante : « pour sa contribution au profit de la Slovénie au moment de la lutte pour l' indépendance, la contribution personnelle à la coopération amicale entre la Slovénie et la Bosnie-Herzégovine et le renforcement des relations économiques ».

- En 2006, le Centre international pour la paix Sarajevo lui a décerné le Prix traditionnel « Liberté ».

- En 2014 il a reçu le doctorat honorifique de l'Université américaine de BiH.

- En 2019, il a reçu  « le Prix du 6 Avril » de la ville de Sarajevo, pour sa contribution à d'autres domaines de travail et de créativité[15].

## Vie privée
2003, Bogićević a créé un bureau d'études de marché « Fides ». Aujourd'hui il vit et travaille à Sarajevo.